# Бельвіль (Рона)
Бельві́ль (фр. Belleville) — колишній муніципалітет у Франції, у регіоні Овернь-Рона-Альпи, департамент Рона. Населення — 7966 осіб (2011).
Муніципалітет був розташований на відстані близько 360 км на південний схід від Парижа, 40 км на північ від Ліона.

## Історія
До 2015 року муніципалітет перебував у складі регіону Рона-Альпи. Від 1 січня 2016 року належав до нового об'єднаного регіону Овернь-Рона-Альпи.
```
Бельвіль і 
Сен-Жан-д'Ардьєр
 було об'єднано в новий муніципалітет 
Бельвіль-ан-Божоле
.
```

## Демографія
Динаміка населення ( ):
Розподіл населення за віком та статтю (2006):
| Стать | Всього | До 15 років | 15-24 | 25-44 | 45-64 | 65-85 | Понад 85 |
| --- | ------ | ----------- | ----- | ----- | ----- | ----- | -------- |
| Чоловіки | 3501   | 758         | 457   | 1058  | 731   | 457   | 40       |
| Жінки | 3589   | 671         | 434   | 952   | 753   | 595   | 184      |
| \| Статево-вікова піраміда \| Статево-вікова піраміда \| Статево-вікова піраміда \| \| ----------------------- \| ----------------------- \| ----------------------- \| \| Чоловіки \| Вік \| Жінки \| \| 40 \| 85 + \| 184 \| \| 55 \| 80-84 \| 151 \| \| 101 \| 75-79 \| 148 \| \| 160 \| 70-74 \| 167 \| \| 141 \| 65-69 \| 129 \| \| 164 \| 60-64 \| 186 \| \| 232 \| 55-59 \| 206 \| \| 186 \| 50-54 \| 186 \| \| 149 \| 45-49 \| 175 \| \| 251 \| 40-44 \| 198 \| \| 324 \| 35-39 \| 278 \| \| 270 \| 30-34 \| 251 \| \| 213 \| 25-29 \| 225 \| \| 232 \| 20-24 \| 244 \| \| 225 \| 15-20 \| 190 \| \| 210 \| 10-14 \| 202 \| \| 240 \| 5-9 \| 229 \| \| 308 \| 0-4 \| 240 \| |        |             |       |       |       |       |          |
| Статево-вікова піраміда |        |             |       |       |       |       |          |
| Чоловіки | Вік    | Жінки       |       |       |       |       |          |
| 40 | 85 +   | 184         |       |       |       |       |          |
| 55 | 80-84  | 151         |       |       |       |       |          |
| 101 | 75-79  | 148         |       |       |       |       |          |
| 160 | 70-74  | 167         |       |       |       |       |          |
| 141 | 65-69  | 129         |       |       |       |       |          |
| 164 | 60-64  | 186         |       |       |       |       |          |
| 232 | 55-59  | 206         |       |       |       |       |          |
| 186 | 50-54  | 186         |       |       |       |       |          |
| 149 | 45-49  | 175         |       |       |       |       |          |
| 251 | 40-44  | 198         |       |       |       |       |          |
| 324 | 35-39  | 278         |       |       |       |       |          |
| 270 | 30-34  | 251         |       |       |       |       |          |
| 213 | 25-29  | 225         |       |       |       |       |          |
| 232 | 20-24  | 244         |       |       |       |       |          |
| 225 | 15-20  | 190         |       |       |       |       |          |
| 210 | 10-14  | 202         |       |       |       |       |          |
| 240 | 5-9    | 229         |       |       |       |       |          |
| 308 | 0-4    | 240         |       |       |       |       |          |

## Економіка
2010 року серед 4946 осіб працездатного віку (15—64 років) 3642 були активними, 1304 — неактивними (показник активності 73,6%, у 1999 році було 70,9%). З 3642 активних мешканців працювали 3252 особи (1799 чоловіків та 1453 жінки), безробітними було 390 (158 чоловіків та 232 жінки). Серед 1304 неактивних 405 осіб було учнями чи студентами, 390 — пенсіонерами, 509 були неактивними з інших причин.

У 2010 році в муніципалітеті числилось 3261 оподатковане домогосподарство, у яких проживали 7642,5 особи, медіана доходів виносила 16 452 євро на одного особоспоживача

## Уродженці
- Габріель Вуазен (фр. Gabriel Voisin, 5 лютого 1880 — 20 травня 1973) — французький піонер авіації.